# Хахам
Хахам (івр. חכם — в сефардських і східних єврейських громадах звання «Хахам» відповідає вченому титулу «рав», «рабин» (див. Хахам-баші)). Широке застосування цього слова в мусульманських країнах викликано злагодженістю слів «рав» і «ар-Раббі», що може бути причиною непорозумінь, бо останнє є одним з імен Аллаха арабською мовою.
У послідовників караїмізму поняття «хахам» (караїмською вимові «гахам») близька до хахама у юдеїв-раввіністів, але роль гахама менш авторитарна, скоріше рекомендаційна, оскільки караїмське віровчення засноване на тому, що кожен вірянин самостійно раціоналістично визначає застосування законів Священного писання. Сучасні ізраїльські караїми вживають поряд з титулом «хахам», також титул «рав».
Поняття «хахам» в ашкеназьких громадах використовується, наприклад, в словосполученні «шеелот Хахам» (питання до мудреця), тобто звернення для вирішення будь-якої галахічної проблеми. У ашкеназьких громадах Бессарабії хахам звався різник.
У сучасному івриті «хахам» — розумна, освічена людина, інтелектуал.
Разом з тим історично хахам — знавець Тори, також суддя.
Існують прізвища Хахам, Хохам, Хахамов.